# William W. Kingsbury
William Wallace Kingsbury (* 4. Juni 1828 in Towanda, Bradford County, Pennsylvania; † 17. April 1892 in Tarpon Springs, Florida) war ein US-amerikanischer Politiker. Zwischen 1857 und 1858 vertrat er das Minnesota-Territorium als Delegierter im Repräsentantenhaus der Vereinigten Staaten.

## Werdegang
William Kingsbury besuchte die öffentlichen Schulen seiner Heimat. Danach arbeitete er als Ladenangestellter und als Landvermesser. Im Jahr 1852 zog er nach Endion im damaligen Minnesota-Territorium. Dort wurde er als Mitglied der Demokratischen Partei politisch aktiv.
1857 war Kingsbury Abgeordneter im territorialen Repräsentantenhaus. Im selben Jahr nahm er als Delegierter an der verfassungsgebenden Versammlung für den zukünftigen Bundesstaat Minnesota teil. Bei den Kongresswahlen des Jahres 1856 wurde er als Delegierter seines Territoriums in das US-Repräsentantenhaus in Washington, D.C. gewählt. Dort trat er am 4. März 1857 die Nachfolge von Henry Mower Rice an. Nachdem der Staat Minnesota aus einem Teil seines Territoriums entstanden war, endete seine Amtszeit am 11. Mai 1858. Während seiner kurzen Zeit im Kongress hatte er als Delegierter dort kein Stimmrecht. Er erlebte aber die heftigen Diskussionen um die Frage der Sklaverei im Vorfeld des Bürgerkrieges.
Bei den ersten regulären Kongresswahlen des neuen Staates Minnesota verzichtete Kingsbury auf eine eigene Kandidatur. Im Jahr 1865 kehrte er in seine Geburtsstadt Towanda in Pennsylvania zurück. Dort wurde er im Versicherungsgewerbe und der Immobilienbranche tätig. Später war er für drei Jahre Kommissionshändler in Baltimore (Maryland). Im Jahr 1887 zog Kingsbury nach Tarpon Springs in Florida. Auch dort wurde er im Handel und im Immobiliengeschäft tätig. William Kingsbury starb am 17. April 1892 in seiner neuen Heimatstadt.